# Harry Burton
Harry Burton (n. 13 septembrie 1879, Lincolnshire, Anglia, Regatul Unit al Marii Britanii și Irlandei – d. 27 iunie 1940, Regatul Egiptului⁠(d)) a fost un egiptolog și fotograf britanic.